# M. Sarbini
M. Sarbini (* 29. Mai 1914 in Karanganyar, Kabupaten Kebumen, Jawa Tengah; † 21. August 1977 in Jakarta) war ein indonesischer Generalleutnant und Politiker.

## Leben
Sarbini nahm am Unabhängigkeitskrieg gegen die Zivilverwaltung in Niederländisch-Indien NICU (Nederlandsch-Indische Civiele Administratie) teil und war als Oberstleutnant Kommandant eines Regiments der Volkssicherheitsarmee TKR (Tentara Keamanan Rakyat). Nach der indonesischen Unabhängigkeitserklärung vom 17. August 1945 trat er in die am 5. Oktober 1945 gegründeten Streitkräfte Indonesiens ABRI (Angkatan Bersenjata Republik Indonesia) ein, der heutigen Tentara Nasional Indonesia (TNI). Er nahm daraufhin vom 20. Oktober bis zum 15. Dezember 1945 gegen die britische Armee an der Schlacht um Ambarawa bei Semarang teil. Nach Ende des Unabhängigkeitskrieges und der Anerkennung der Unabhängigkeit durch die Niederlande am 27. Dezember 1949 fand er zahlreiche Verwendungen als Offizier und Stabsoffizier in den Streitkräften.
In den Regierungen von Staatspräsident Sukarno war Generalmajor Sarbini zunächst vom 27. August 1964 bis zum 22. Februar 1966 zunächst Minister für Veteranenangelegenheiten und Demobilisierung (Menteri Urusan Veteran dan Demobilisasi). Am 24. Februar 1966 löste Generalmajor Sarbini Abdul Haris Nasution als Koordinierender Minister für Verteidigungssicherheit (Menteri Koordinator Pertahanan Keamanan) und bekleidete dieses Amt bis zum 27. März 1966, ehe am 28. August Suharto neuer Verteidigungsminister wurde. Zugleich wurde er am 24. Februar 1966 auch Stabschef der Streitkräfte (Kepala Staf Angkatan Bersenjata). Er selbst war vom 27. März bis zum 25. Juli 1966 Minister für Demobilisierung und pensionierte Armeeangehörige (Menteri Demobilisasi dan Pensiunan Tentara) sowie zwischen dem 25. Juli 1966 und dem 17. Oktober 1967 Minister für Veteranen und Demobilisierung (Menteri Veteran dan Demobilisasi).
Nach dem Amtsantritt von Suharto bekleidete er zwischen dem 17. Oktober 1967 und dem 6. Juni 1968 zunächst den Posten als Minister für Transmigration, Veteranen und Demobilisierung (Menteri Transmigrasi, Veteran dan Demobilisasi) sowie im Anschluss vom 6. Juni 1968 bis zum 9. September 1971 als Minister für Transmigration und Genossenschaften (Menteri Transmigrasi dan Koperasi).
Er trat als Generalleutnant (Letnan Jenderal TNI) der Infanterie in den Ruhestand und trat zuletzt am 27. November 1974 die Nachfolge von Hamengkubuwono IX. als Vorsitzender des (Kwartir Nasional), des Nationalen Vorstandes der Pfadfinderorganisation (Gerakan Pramuka Indonesia). Er bekleidete diese Funktion bis zu seinem Tode am 21. August 1971, woraufhin der frühere Gouverneur von Jawa Barat Generalleutnant Mashudi seine Nachfolge antrat.